# HP軟體生命週期管理
HP軟體生命週期管理（HP Application Lifecycle Management，縮寫 HP ALM），是由Micro Focus 開發和銷售的一組用於應用程式開發和測試軟體的工具。它整合了數個不同功能的工具：需求管理、測試規畫、功能性測試、效能測試（使用 HP Performance Center）、開發管理（透過整合廣泛應用的開發環境如：Collabnet、TeamForge和Microsoft Visual Studio）和缺陷管理。
ALM 主要為應用程序生命週期的關鍵利益相關者提供應用程序支援，以管理應用程式核心的生命週期角度，從設計一直到準備交付運營，所有這些核心生命週期的活動都從工作流的角度，與一個通用管理控制台、專案跟踪和規畫層連接在一起，並構建在一個由數個關鍵應用程序和儀表板組合的集中式應用管理平台，該平台包含一致的資料庫和開放的整合架構以及支持的SDK，使應用程式團隊內部和跨應用程序團隊，以及在單個工作流程內開發應用程序的整個過程進行管理和自動化。 。

## HP ALM 組成

### 專案管理和追蹤
ALM 提供專案計劃和跟踪，以便應用程式開發團隊可以定義、跟踪、評估和報告專案里程碑和關鍵績效指標。

### 應用生命週期智能
ALM 提供需求和缺陷的即時可追溯性。品質保證部門可以從這種可追溯性中獲益，從而準時獲得報告並且能夠查看正在開發的系統。

### Lab 管理自動化
HP Lab 管理功能允許測試團隊通過整合 HP ALM 與 HP 持續交付自動化（CDA），在混合交付環境（裸機或虛擬、內部或雲端）中自行配置和部署測試實驗室。

### 資產分享和覆用
ALM支持可共享的資產庫，可以跨專案覆用，同時保持可追溯性。可以對每個專案的共享資產應用特定更改，同時保持資料庫完整性，並且專案可根據需要與資料庫重新同步，即使是跨專案缺陷協作也可支持。

### 跨專案報告
ALM為企業版本和單個專案的報告，提供跨專案報告和預配置業務視圖，例如整合的專案狀態指標、應用程式品質指標、需求範圍和缺陷趨勢。

### HP 企業協作
HP 企業協作為應用開發團隊使用社交媒體進行通信，而無需離開HP ALM環境。用戶可以導入相關對象（缺陷、事件、報告）供參與者查看和評論。

### HP Performance Center
Performance Center 軟件是一個企業級的效能測試平台和框架。這個解決方案被IT部門用來標準化、集中和執行效能測試，以及重用以前的測試案例。Performance Center在應用程式的整個生命週期中發現軟件代碼缺陷。HP Performance Center 是以 HP LoadRunner 軟件構建，支持開發人員測試並與HP ALM 集成。

### 品質保證
ALM 包括以風險為基礎的測試計劃和管理、版本控制、Baseline、品質發布和周期管理、測試調度和執行、整合手動測試和缺陷管理的品質保證功能。
HP Quality Center是一個品質量管理平台，可用於單個專案或多個IT專案，以管理整個應用生命週期內的應用程式品質。該解決方案從單一平台提供需求管理、發布和周期管理、測試管理、缺陷管理和報告。

### 需求定義和管理
IT 部門使用 ALM 來捕獲、管理和跟踪整個應用程序開發和測試週期的需求。

### Fortify security
Fortify security 軟體提供應用程序安全軟件，包括動態Web應用程序安全測試和靜態代碼分析。HP Fortify 安全軟體可以和 ALM 安全應用程序的交付整合。

### 支援多環境
ALM 可以現場安裝，也可以透過雲端的軟件即服務（SaaS）模式進行安裝。HP ALM 還支援移動設備，包括Apple iPhone 和 Android 移動設備。

## 外部連結
- Micro Focus Application Lifecycle Management Web page（页面存档备份，存于）
- Micro Focus Quality Center Web page（页面存档备份，存于）
- Micro Focus Performance Center Web page（页面存档备份，存于）
- HP ALM Help Center
- Micro Focus Marketplace（页面存档备份，存于）